# Y no estás
Y no estás es el segundo disco de la banda de rock Autocontrol, lanzado en 1992. Originalmente salió con el sello Sony Music pero a pedido de los fanes y la gran acogida de la banda sacaron una nueva edición en disco compacto con una nueva portada y con el sello Inka Music lanzado el 2001 al cual también la misma disquera sacó con el álbum Sueños como unos discos de remasterización, cabe recalcar que el álbum Sueños comenzó como casete en EE. UU. y en Perú ya en un LP.

## Lista de temas
Canciones con la disquera Inka Music:

| N.º | Título                      | Duración |  |
| 1.  | «Por tu amor»               | 4:02     |  |
| 2.  | «Una noche más (balada)»    | 4:40     |  |
| 3.  | «¿Quién eres?»              | 4:34     |  |
| 4.  | «Fantasy»                   | 4:48     |  |
| 5.  | «América, ven a mí»         | 3:42     |  |
| 6.  | «Y no estás»                | 4:45     |  |
| 7.  | «No quiero ser un perdedor» | 3:42     |  |
| 8.  | «Machu Picchu»              | 4:46     |  |
| 9.  | «Fiesta de graduación»      | 4:05     |  |
| 10. | «Una noche más (pop)»       | 4:42     |  |

## Integrantes
- Jorge Baglietto - Voz
- Víctor Barrientos - Guitarra